# آيت المهدي (الصفاصيف)
آيت المهدي هي إحدى مشيخات المملكة المغربية، تتبع جغرافيا لإقليم الخميسات وإداريًا لالصفاصيف. يقدر عدد سكانها بـ 1320 نسمة حسب الإحصاء الرسمي للسكان والسكنى لسنة 2004.